# Mji Mpya (Morogoro)
Mji Mpya è una circoscrizione urbana (urban ward) della Tanzania situata nel distretto urbano di Morogoro, regione di Morogoro. Conta una popolazione di 7 359 abitanti (censimento 2012).